# Єловець-при-Маколах
Єловець-при-Маколах (словен. Jelovec pri Makolah) — поселення в общині Маколе, Подравський регіон‎, Словенія.